# 예더셴
엽덕한(葉德嫻, 예더셴, 섭덕한, 영문명은 Deanie Ip, 1947년 12월 25일 ~ )은 미국 시민권자 신분의 홍콩 가수, 작사가, 영화배우, 영화 기획가이다.
하카계 출신으로, 중국 광둥성 선전 출생이고 원적지는 중화인민공화국 광둥성 후이저우 시 후이양 구이며 어렸을 때 일가족과 함께 홍콩으로 이주하였고 1965년 홍콩 남성 정캉예(鄭康業)와 결혼하여 그와의 사이에서 1남 1녀를 얻었으며 1969년 가수로 첫 데뷔하였고 1975년 홍콩 영화 《색욕화상(色慾和尚)》의 단역으로 영화배우 데뷔하였으며 1977년 홍콩의 텔레비전 드라마에도 출연하기 시작하였고 1978년 홍콩 영화 《The chase》에 단역 출연하였으며 1980년 정캉예(鄭康業)와 이혼하였고 1985년 홍콩 영화 《생사선(生死線)》으로 영화 기획가 데뷔하였으며 이듬해 1986년 미국 시민권을 취득하였다.
이후 미국 시민권자의 신분으로써 홍콩에서 가수와 영화배우로 활발하게 활동하고 있다.

## 영화 출연 작품
- 이연걸의 소림오조
- 비룡맹장
- 절대쌍교